# Verin Bazmaberd
Verin Bazmaberd là một đô thị thuộc tỉnh Aragatsotn, Armenia. Dân số ước tính năm 2011 là 497 người.